# IC 2478
IC 2478 је галаксија у сазвјежђу Лав која се налази на листи објеката дубоког неба у Индекс каталогу.
Деклинација објекта је + 30° 2' 15" а ректасцензија 9h 28m 0,9s. Привидна величина (магнитуда) објекта IC 2478 износи 14,7 а фотографска магнитуда 15,7. IC 2478 је још познат и под ознакама MCG 5-23-3, CGCG 151-88, CGCG 152-7, NPM1G +30.0165, PGC 26865.